# Kieler Blätter
Die Kieler Blätter waren eine von Kieler Professoren herausgegebene politische Zeitschrift und erschienen von August 1815 bis August 1819 in Kiel.

## Geschichte
Bedeutende Gründer und Herausgeber dieser Zeitschrift waren unter anderem der Historiker Friedrich Christoph Dahlmann (1785–1860), der Rechtswissenschaftler Carl Theodor Welcker (1790–1869), der Rechtshistoriker Nikolaus Falck (1784–1850) und der Theologe August Twesten (1789–1876). Sie lehrten an der Christian-Albrechts-Universität Kiel und steuerten auch Artikel zu dieser Zeitschrift bei und engagierten sich in Schleswig-Holstein politisch. Sie und weitere Autoren forderten etwa eine Verfassung für Schleswig-Holstein im Geiste des Frühliberalismus und befassten sich mit staatstheoretischen Fragestellungen. Wegen der verschärften Pressezensur nach den Karlsbader Beschlüssen erschien diese nationalpatriotische Zeitschrift von 1820 bis 1821 unter dem Titel "Kieler Beyträge" nicht mehr in der zum Herzogtum Holstein und damit zum Deutschen Bund gehörenden Stadt Kiel, sondern im zu jener Zeit dänischen Schleswig.